# Museo Revello de Toro

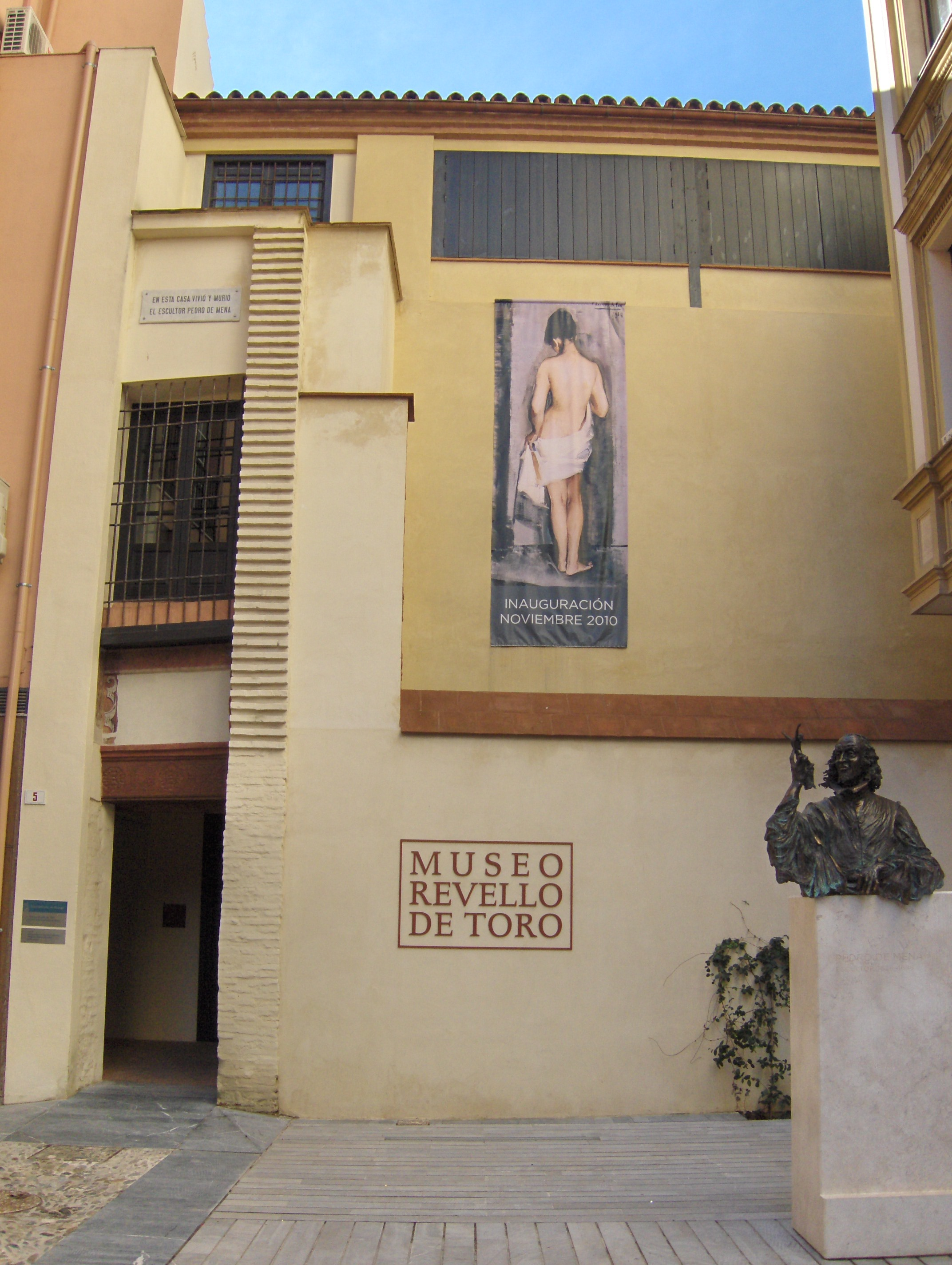
Museo Revello de Toro, 2011

Das Museo Revello de Toro ist ein Kunstmuseum in der Stadt Málaga, in der Autonomen Region Andalusien.
Die Pinakothek befindet sich im historischen Zentrum der Stadt und zeigt die bedeutenden Werke des andalusischen Malers Félix Revello de Toro (* 1926). Eröffnet wurde das Museum im November 2010 und die 117 Werke des Künstlers sind nach thematischen und technischen Kriterien in verschiedenen Räumen organisiert. Heute befinden sich 237 Werke von Revello im Museum. Ein weiterer Raum enthält nur Skizzen und Zeichnungen von Revello. Das Museum verfügt auch über eine weitere Ausstellungshalle, wo temporäre Gegenwartskunst und contemporary Art anderer Künstler gezeigt werden.

## Trivia
Das Museumsgebäude ist das ehemalige Wohnhaus von Pedro de Mena, der als Bildhauer ab 1658 in der spanischen Stadt Málaga bis zu seinem Tode 1688 dort seine Werkstatt hatte. Eine Büste von Pedro de Mena befindet sich im Eingangsbereich zum Museo Revello de Toro.